# Abba Fenichel
Abba Fenichel (hebr. אבא פניכל) (ur. 13 listopada 1906 w Mielcu, zm. 3 czerwca 1986 w Tel Awiwie, w Izraelu) – izraelski malarz i ilustrator pochodzący z Polski.

## Życiorys
Urodził się w rodzinie malarza Izaaka Fenichela i jego żony Heny z domu Ostran, miał braci Szymona ur. 1897, Lejzora ur. 1904 i siostrę Esterę ur. 1895. Ojciec stworzył polichromie w synagogach m.in. w Mielcu i w Dąbrowie Tarnowskiej. Po ukończeniu w 1929 mieleckiego Gimnazjum im. Stanisława Konarskiego wyjechał do Krakowa, gdzie przez rok studiował filozofię na Uniwersytecie Jagiellońskim. Następnie przeniósł się na Wydział Malarstwa Akademii Sztuk Pięknych, rysunku uczył go Władysław Jarocki, a malarstwa Wojciech Weiss. W 1935 ukończył studia i pracował jako nauczyciel rysunku w gimnazjum żydowskim w Tarnowie. 
W 1936 ożenił się z malarką Fryderyką (Frydą) Sternberg. Po wybuchu II wojny światowej Abba Fenichel uciekł do Związku Radzieckiego, gdzie został aresztowany i wywieziony do Kazachstanu, gdzie mimo ciężkich warunków nadal malował. Po przystąpieniu Związku Radzieckiego do kampanii przeciwko nazistowskim Niemcom i ogłoszeniu amnestii dla polskich zesłańców w 1941 na podstawie układu Sikorski-Majski przeniósł się do Kijowa, został przyjęty w poczet członków Związku Malarzy Radzieckich i pracował jako twórca dekoracji w teatrze. Wszyscy członkowie rodziny Abby Fenichela zginęli w Holokauście: jego ojciec Icchak zginął w nieznanym czasie we wsi Berdechów koło Mielca; matka, brat Szymon i siostra Estera zostali zamordowani w 1942 w obozie w Bełżcu, brat Lejzor zmarł w nieznanym czasie w Związku Radzieckim, jego żona Cyla zginęła w obozie w Bełżcu w 1942. Żona artysty, Fryda Fenichel, zginęła rozstrzelana w 1943 w Bronowicach Małych. 
W 1945 Abba Fenichel wrócił do Polski i odkrył, że z całej rodziny przeżył on jeden. Początkowo pracował jako ilustrator w Centralnej Żydowskiej Komisji Historycznej, później w Żydowskim Instytucie Historycznym, był również ilustratorem książek. W tym samym roku zaprezentował wystawę swoich rysunków w Muzeum Narodowym w Krakowie, siedem prac zostało kupionych przez muzeum. W 1946 Fenichel postawił wyemigrować do mandatu Palestyny dzięki organizacji Bricha, w kwietniu 1947 razem z 768 innymi emigrantami wyruszył z portu Bagliasco, podróż odbywał na statku „Szear Jaszuw” jako nielegalny emigrant. Statek został zatrzymany przez władze mandatowe, a jego pasażerowie wysłani do obozu internowania na Cyprze. Przez dwa lata Fenichel prowadził lekcje sztuki dla więźniów obozu, a także dokumentował życie obozowe, powstało wówczas około 500 rysunków. 
W czerwcu 1948 Abba Fenichel i jego druga żona Rachel wyemigrowali do nowo powstałego Izraela i osiedlili się w Tel Awiwie. Już w sierpniu 1948 Fenichel zaprezentował swoje rysunki z Cypru w ramach pierwszej indywidualnej wystawy w Mikra Studio w Tel Awiwie. W 1949 rozpoczął pracę pedagogiczną w Kolegium Nauczycielskim Sztuki w Tel Awiwie, w pawilonie „Uniwersytetu Ludowego” Heleny Rubinstein. Był jednym z założycieli Instytutu Malarstwa i Rzeźby w Bat Jam. Od 1949 do 1974 pracował jako ilustrator dla gazety „Davar” i gazety „Davar dla dzieci”. Był także ilustratorem w kilku teatrach, m.in.: Habima, Cameri i The Tent. W 1965 ukazała się książka artystyczna „Spiski imigracyjne”. Przez lata swojej działalności Abba Fenichel zaprezentował kilka wystaw w Izraelu i na świecie oraz zilustrował 25 książek. Zmarł w Tel Awiwie 3 czerwca 1986.

## Twórczość
Początkowo tworzył impresjonistyczne pejzaże i portrety ludzi, podczas wojny malował żydowskie sztetle i synagogi. Po przybyciu do Izraela poświęcił się grafice i akwarelom. 
W Polsce prace Abby Fenichela znajdują się w zbiorach Muzeum Narodowym w Krakowie, w muzeach regionalnych w Bieczu i Mielcu. W Bibliotece Głównej Akademii Sztuk Pięknych w Krakowie znajduje się ponad 20 grafik z okresu 1934–1935. Największą kolekcję prac Fenichela obejmującą 170 grafik posiada Getto Fighter’s Museum w Jerozolimie.